# 그리스 공산당
그리스 공산당(그리스어: Κομμουνιστικό Κόμμα Ελλάδας, KKE)은 1918년에 설립된 그리스의 마르크스-레닌주의 공산당이다. 그리스 공산당은 그리스의 정당들 중 가장 역사가 오래된 정당이다.

## 설립 이후 2차대전까지
러시아에서 일어난 10월 혁명의 영향을 받아 1918년 11월 처음 창당되었고 1920년 코민테른에 가맹하였다. 전간기에 본격적으로 활동을 개시하였으나 1924년 코민테른의 지시에 따라 마케도니아와 트라키아의 독립을 지지한 이후 반국가 조직으로 여겨져 제재당하기 시작했다. 1936년 권위주의적인 8월 4일 체제가 들어서자 활동이 금지되고 철저히 탄압당했다. 2차 대전 중 나치 독일이 그리스를 점령하자 1941년 국민해방전선(Εθνικό Απελευθερωτικό Μέτωπο, EAM), 이듬해 그리스 인민해방군(Ελληνικός Λαϊκός Απελευθερωτικός Στρατός, ELAS)의 조직을 주도하여 무장 저항 운동을 벌였다.

## 그리스 내전
그리스가 해방된 1944년 이후부터 그리스 공산당이 주도하는 EAM/ELAS와 그리스군/영국군 사이에 대립이 시작되었다. 1944년 9월 망명정부 수장인 요르요스 파판드레우가 아테네로 돌아와 영국의 지원을 받아 통합 정부를 구성하기 시작하였고, 공산당을 국가의 주요 위협으로 여기던 파판드레우는 공산당의 무장해제를 요구했으나 공산당은 신 그리스 정부의 영국군과의 협력을 비난하며 이를 거부했다. 1945년 2월 바르키자 조약에 따라 EAM/ELAS가 무장을 해제하는 대신 전국 선거에 참여하기로 협의하였으나 이후 그리스 전국에서 공산당 탄압이 이어지자 협의는 무색해졌고 공산당은 산지로 숨어들어 빨치산 조직을 구성하기 시작했다.
1946년 3월 30일, ELAS 게릴라가 유고슬라비아 방면의 산악지대에서 그리스 국경에 침입하여, 본격적으로 그리스 내전이 일어났다. 공산당은 그리스 민주군(Δημοκρατικός Στρατός Ελλάδας, DSE)을 무력으로 하여 1948년 중반에는 남녀 합쳐 2만 6천의 병력을 가지고 있었다.
공산당은 1947년 11월부터는 게릴라전에서 대규모 전투로 전략을 바꾸어 1947년 12월 24일 알바니아 국경에 있는 그라모스(Γράμος) 산에서 소위 '임시민주정부(Προσωρινή Δημοκρατική Κυβέρνηση)'를 선포했다. 그러나 임시민주정부는 미국을 위시로 한 서방국가의 공격을 받았고 내전 패배로 1949년 8월 28일 해체되었다. 이후 독재정권에 의해 정치적 탄압을 받은 공산당 당원들과 지지자들은 국경을 넘어 소비에트 사회주의 공화국 연방과 알바니아 인민공화국으로 망명하였다.

## 불법정당기
그리스 내전 패배 후, 내전을 주도했던 그리스 공산당은 불법 정당이 되었고 주요 구성원들은 기소, 투옥, 추방의 대상이 되었다. 그러나 좌파 성향 국민들의 반발에 대한 염려로 대부분의 정치범은 점진적으로 석방되었다. 불법정당이던 기간 중에는 통합민주좌파당(Ενιαία Δημοκρατική Αριστερά, ΕΔΑ)을 지지하였으며, 이때 통합민주좌파당은 공개적으로는 공산주의를 내걸지 않았으나 상당 부분 공산당의 법적, 정치적 표현으로서 기능하였다. 1967년 쿠데타로 그리스 군사정권이 들어선 이후로는 탄압이 더욱 강화되었다. 1968년에는 바르샤바 조약군의 체코슬로바키아 침공 및 프라하의 봄 유혈 탄압을 두고 찬성파와 반대파 사이에 내부분열이 일어났다.

## 군사정권 붕괴 이후
1974년 그리스 군사정권이 무너지고 의회 민주주의가 회복된 이후 콘스탄티노스 카라만리스는 그리스 공산당을 다시 합법화하였다. 그리스 공산당은 범그리스 사회주의 운동이 이끄는 정치 연합에 참여하였으나, 1991년 소련 해체 이후 그리스 공산당은 소련과 동구권 붕괴의 원인이 반스탈린주의와 수정주의에 있음을 확인하였다. 1998년 그리스 공산당은 1956년부터 당론이 된 니키타 흐루쇼프의 수정주의 노선을 비판하며, 이오시프 스탈린의 마르크스-레닌주의와 스탈린주의 노선으로 복귀하였다. 또한 이전에 니키타 흐루쇼프로와 수정주의자들부터 박해받은 전 그리스 공산당 서기장 니코스 자카리아디스의 명예를 회복시켰으며, 그의 삶과 공산주의 투쟁을 기념하며 그리스 공산당의 위대한 서기장으로 재확인했다.
1988년 다른 좌파 정당, 단체들과 함께 시나스피스모스(연합)을 구성하였다가 1991년 탈퇴하였는데 잔류한 분파는 다른 좌파 정당들과 함께 시나스피스모스를 민주사회주의 및 유로공산주의 성향의 정당으로서 재수립하였고, 이는 이후 2015년 알렉시스 치프라스 총리를 배출한 시리자(급진좌파연합)로 이어진다.

### 21세기
그리스 공산당은 1998년부터 공산당-노동자당 국제회의를 개최하며, 국제 마르크스-레닌주의 공산당 운동의 구심점이 되었다. 공산당-노동자당 국제회의는 매년 개최되며, 각국 공산당의 상황을 보도하는 국제 공산주의 리뷰를 발행한다. 2013년에는 공산주의 범유럽 조직인 공산당-노동자당 이니셔티브를 구성하고 주도하였다.
2010년부터 시작된 반긴축 시위에 적극 참여하였다. 2015년 1월 그리스 총선거에서 5위의 결과를 거두었고 2019년 그리스 총선거에서 범그리스 사회주의 운동에 밀렸으나 활동이 금지된 황금새벽당의 몰락으로 4위가 되었다. 2023년 그리스 총선거에서도 4위를 유지하였다.

## 정책

### 경제 정책
그리스 공산당은 생산수단의 국유화를 통해 평등을 달성하고 계획 경제를 통한 경제 개발을 추구하고 있다. 

### 외교 정책
그리스 공산당은 프롤레타리아 국제주의ㅇ와 반제국주의를 명시하며 약소국가 피억압 민족의 해방을 촉구한다. 그리스 공산당은 2022년 발발한 러시아의 우크라이나 침공을 제국주의로 규정하고 러시아와 우크라이나 양측을 모두 비판했다.

### 사회 정책
그리스 공산당은 전통적인 가족관을 선호하고 동성결혼에는 반대하는 입장이지만 차별금지법에 대해서는 적극적으로 지지하고 있다. 이들의 주장에 따르면 차별금지법은 모든 형태의 폭력으로부터 약자를 보호할 수 있는 유일한 수단이기에 필수적이다.

## 같이 보기
- 공산당-노동자당 국제회의